# Cet mac Mágach
Cet mac Mágach è un guerriero del Connacht nel Ciclo dell'Ulster della mitologia irlandese. Era rivale del guerriero dell'Ulster Conall Cernach, con cui ebbe a che dire anche durante una festa in casa di Mac Dá Thó, un ospite del Leinster, in cui i guerrieri del Connacht e quelli dell'Ulster erano entrati in competizione tra di loro. 
Cet uccise Conchobar mac Nessa, re dell'Ulster, rubò il cervello calcificato Mesgegra, re del Leinster, che Conall Cernach aveva preso come trofeo di battaglia. 
Cet fece un raid in un giorno d'inverno nell'Ulster, uccidendo 27 uomini e prendendone le teste come trofeo. Dato che nevicava, Conall Cernach poté però seguire le sue tracce. Alla fine i due si affrontarono in un feroce combattimento e Conall uccise Cet.